# Maria Spezia
Pour les articles homonymes, voir Spezia et Aldighieri.
Répertoire
Violetta dans La traviata
Maria Spezia-Aldighieri (1828 - 1907) est une soprano italienne d'opéra qui a eu une carrière internationale de 1849 aux années 1870. Elle a excellé dans le répertoire coloratura et a particulièrement été admirée pour son interprétation d'opéras de Giuseppe Verdi. Son interprétation du rôle de Violetta dans La traviata de Verdi au Teatro San Benedetto de Venise en 1854 est la cause du succès de cet opéra après l'échec de la première de 1853. Elle a été mariée au baryton Gottardo Aldighieri (en) et elle est la grand-mère du chanteur George Aaron.

## Biographie
Née Maria Spezia à Villafranca di Verona, Spezia-Aldighieri étudie avec Domenico Foroni (en) à Vérone. Elle fait ses débuts à l’opéra au Teatro Filarmonico en 1849 dans le rôle-titre de Beatrice di Tenda de Vincenzo Bellini. Elle chante ensuite les rôles titre de Maria Padilla (en) de Gaetano Donizetti et d'Attila de Verdi. En 1852 et 1853, elle est engagée par le Mariinsky Theatre de Saint-Pétersbourg. Elle passe les deux décennies suivantes à chanter dans les grands opéras d'Italie, dont le Teatro di San Carlo, le Teatro Regio di Turino, le Teatro Costanzi, le Teatro Apollo[Lequel ?], le Teatro della Canobbiana et La Fenice. Elle chante également au Teatro Real de Madrid.
En 1854, Spezia-Aldighieri est invitée par Verdi à interpréter le rôle de Violetta dans La traviata au Teatro San Benedetto à Venise. L’œuvre n'avait alors été jouée qu'une seule fois, à La Fenice en mars 1853, et cela avait été un fiasco. Cette seconde production est un triomphe complet pour l'opéra et pour Spezia Aldighieri, dont Verdi fait l'auteur du succès de son opéra. Elle rejoue le rôle de Violetta plus tard au Théâtre-Italien à Paris et dans d'autres théâtres italiens dont La Scala. Dans ses notes de son opéra inachevé Re Lear, Verdi nomme Spezia Aldighieri comme interprète idéale pour le rôle de Cordelia.
En 1855 et 1856, Spezia-Aldighieri est engagée par le Teatro Nacional de São Carlos où elle est présentée sous le nom de Marietta Spezia. Elle y chante entre autres les rôles d'Abigaille, Bice dans Marco Visconti d'Errico Petrella, d'Elvira dans Ernani, de Leila dans L'Ebreo de Giuseppe Apolloni, de Leonora dans Il trovatore, de Rosina dans Le barbier de Séville, de Violetta et du rôle-titre dans Maria di Rohan. En 1857, elle chante le rôle d'Inez dans La favorita de Donizetti à l'Her Majesty's Theatre de Londres avec Antonio Giuglini (en). Elle fait la même année ses débuts à La Scala dans le rôle de Valentine dans Les Huguenots de Giacomo Meyerbeer. Elle revient à Milan en 1858 pour interpréter le personnage de Mathilde lors de la première mondiale de Pergolese de Stefano Ronchetti-Monteviti (en).
En 1861, Spezia-Aldighieri interprète Abigaille avec son mari dans le rôle-titre de Nabucco de Verdi à La Scala et au Teatro di San Carlo. En 1862, elle chante Amelia avec son mari dans le rôle de Renato lors de la première napolitaine de Un ballo in maschera Verdi. Elle crée la même année les rôles lors des premières mondiales de Don Carlo de Vincenzo Moscuzza (en) (Elisabetta di Valois) et de Caterina Blum de Enrico Bevignani (en) au Teatro di San Carlo. Une de ses dernières représentations a lieu au Teatro Comunale di Bologna en 1872 dans le rôle-titre de Norma de Bellini.
Elle a également chanté Amalia dans I masnadieri, Desdemona dans Otello, Gilda dans Rigoletto, Giselda et Viclinda dans I Lombardi alla prima crociata de Verdi, Lady Macbeth dans Macbeth de Verdi, Lucrezia dans I due Foscari de Verdi, Maria dans Mazeppa de Carlo Pedrotti et les rôles titres dans Anna Bolena de Donizetti, dans Gemma di Vergy, dans Giuditta de Achille Peri, dans Luisa Miller de Verdi et dans Marion de Lorme de Pedrotti.
Elle meurt à Colognola ai Colli en 1907.